# Myōkō (1927)
Myōkō (jap. 妙高) – japoński krążownik ciężki, od którego nazwę wziął cały typ. Nazwa pochodzi od góry Myōkō w prefekturze Niigata, na wyspie Honsiu.
Budowę okrętu rozpoczęto 25 października 1924 w stoczni w Yokosuce. Wodowanie odbyło się 16 kwietnia 1927, a wcielenie do służby w Cesarskiej Marynarce Wojennej miało miejsce dnia 31 lipca 1929.

## Wyporność
W związku z podpisaniem w 1922 roku traktatu waszyngtońskiego, który wyznaczał limity wypornościowe dla poszczególnych klas okrętów, krążownik można uznać za jeden z najcięższych krążowników swojego okresu. W tamtym okresie sygnatariusze traktatu zobowiązani byli przestrzegać limitów traktatowych, ograniczających wielkość krążowników do 10 000 ton standardowych i artylerii głównej do kalibru nie przekraczającego 203 mm. W przypadku „Myōkō” wyporność standardowa wynosiła 13 500 ton, choć oficjalnie podawano 9300 ton.

## Uzbrojenie
Uzbrojenie główne składało się z 10 dział 203 mm, osadzonych w 5 wieżach (A, B, C, D, E), z czego trzy znajdowały się na dziobie, podobnie jak na pancernikach typu Nelson, oraz dwie wieże na rufie. Wieże B i D znajdowały się w superpozycji.
Na artylerię średniego kalibru składało się 6 dział kalibru 120 mm, zamienionych po przebudowie, w latach 1934–1935, na 8 dział kalibru 127 mm i 2 działka przeciwlotnicze kalibru 13 mm. Ponadto posiadał cztery potrójne wyrzutnie torped oraz przenosił 12 torped zapasowych.  Okręt miał na wyposażeniu dwa wodnosamoloty.

## Przebieg służby
Okręt uczestniczył w wojnie chińsko-japońskiej i II wojnie światowej.

### Ważniejsze bitwy
- Kampania filipińska (1941–1942)
- Bitwa na Morzu Jawajskim
- Bitwa na Morzu Koralowym
- Bitwa pod Midway
- Operacja Ke – ewakuacja wojsk japońskich z Guadalcanal
- Bitwa w Zatoce Cesarzowej Augusty
- Bitwa na Morzu Filipińskim
- Bitwa w zatoce Leyte

Po zakończeniu bitwy w zatoce Leyte w drodze do Wietnamu został storpedowany przez okręt podwodny USS „Bergall” (z wystrzelonych sześciu torped trafiła jedna) o godz. 17:35 13 grudnia 1944 roku i w rezultacie tego odholowany do Singapuru. Z powodu braku materiałów, nie został naprawiony, ale zamieniony na pływającą baterię przeciwlotniczą. 26 lipca 1945 roku  ciężko uszkodzony wybuchem ładunków podłożonych przez brytyjski miniaturowy okręt podwodny. Poddany Brytyjczykom, ostatecznie został zatopiony w cieśninie Malakka 8 czerwca 1946 roku razem z I-501 (ex-U-181) oraz I-502 (ex-U-862).